# Національні символи Ізраїлю
Національні символи Ізраїлю — символи що використовуються в Ізраїлі і закордоном представляють країну та її людей.

## Національний прапор— прапор Ізраїлю

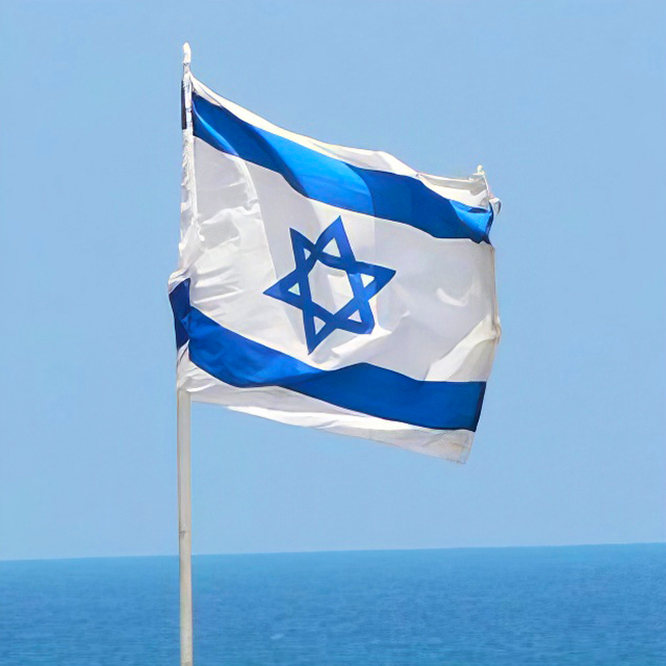
Flag of Israel

Прапор Ізраїлю це офіційний прапор держави Ізраїль, який представляє державу, її суверенітет, її інституції та її громадян в Ізраїлі разом з діаспорою. Прапор складається з білого фону на якому розташовані дві горизонтальні сині стрічки, разом з Зіркою Давида (Щит Давида) в середині.
Прапор був задуманий в час Першої Алії і був прийнятий як прапор Сіонізму з початку діяльності руху в 1897 році. Прапор був офіційно визнаний як прапор держави Ізраїль 28 жовтня 1948 року, йому була віддаана перевага поміж іншими проектами прапора через популярність яку він отримав між єврейським насленням в Ізраїлі.
Дві сині смужки представляють Таліт або хустку віруючого, і обидві сторони вод Червоного моря що розступилися через яке євреї пройшли як записано в Книзі Виходу.
Зірка Давида також представляє єврейську самосвідомість Ізраїлю, так само як і культуру та історію ізраїльтян.

## Національний герб— Герб Ізраїлю

Emblem of Israel

Герб Ізраїлю це Геральдичний щит на якому в середині розміщена Менора, дві гілки оливки на обох боках від менори та надпис «Ізраїль» на івриті знизу.
Емблема була спроектована братами Гаврилом та Максимом Шамірами вихідцями з Латвії, і був офіційно прийнятий 10 лютого 1949 серед багатьох інших проектів запропонованих в рамках змагання, що проводилось в 1948 році.

## Національний гімн— «Хатіква»

The words of Israel's national anthem, «Hatikvah»

«Хатіква» також «Гатіква» це Державний гімн Ізраїлю. Гімн був написаний у 1878 році Нафталі Герц Імбером, світським галицьким Євреєм з Золочева (сьогодні у складі) Львівської області), який емігрував на Землю Ізраїльську в ранніх 1880-х. Згодом поема була ухвалена як гімн Ховевей Сіону і пізніше Сіоністського руху на Першому сіоністському конгресі в 1897. Згодом текст зазнав декількох змін.
«Хатіква» один з кількох гімні написаний в мінорі, так як наприклад «Мила Родино» (Болгарія) and «Менің Қазақстаным» (Казахстан); гімни деяких інших азійських країн написані в іншій тональності такі як Японія і Непал. Хоча пісня звучить сумною, вона оптимістична і підбадьорює як і заголовок (який означає «надія»). Головна тема гімну обертається навколо майже 2000-літньої надії ізраїльтян про волю і суверенність в Землі Ізраїльській, яка потім була реалізована в народженні держави Ізраїль в 1948.

## Національні кольори— синій і білий
Національні кольори Ізраїлю синій і білий що можна побачити на прапорі Ізраїлю. Комбінація чих кольорів походить із Біблії, де вони згадані кілька разів.
Синій і білий це також офіційні кольори ізраїльський спортивних команд.

## Національний птах— Одуд

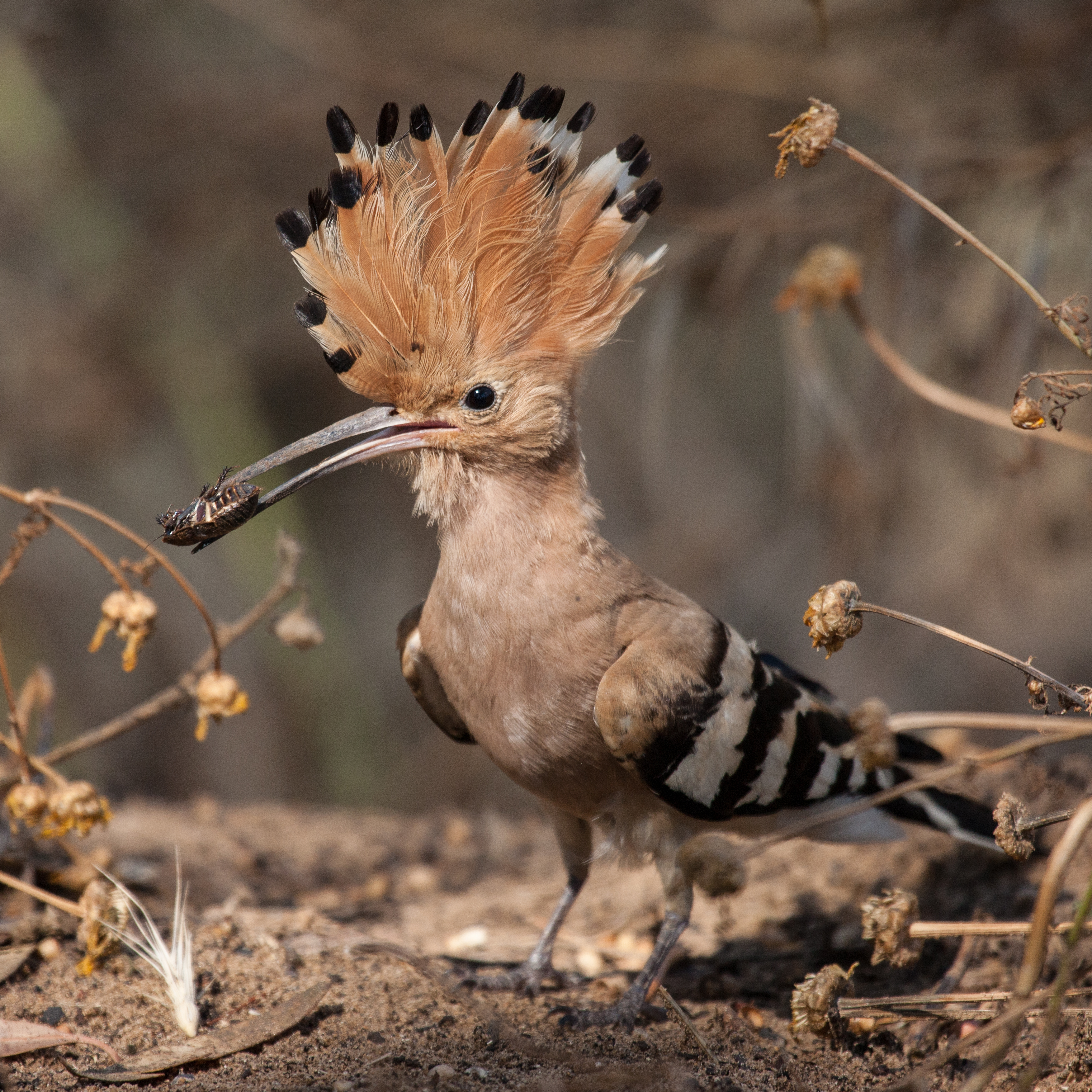
Одуд

Одуд був обраний національним птахом Ізраїлю в травні 2008 року в рамках святкування 60 ліття заснування держави, за результатами опитування в якому взяли участь більш ніж 155000 чоловік, обігнавши бульбуля.
Одуд був оголошений національним птахом Ізраїлю 29 травня 2008 року президентом Шимоном Перосом.

## Національна квітка—Anemone coronaria

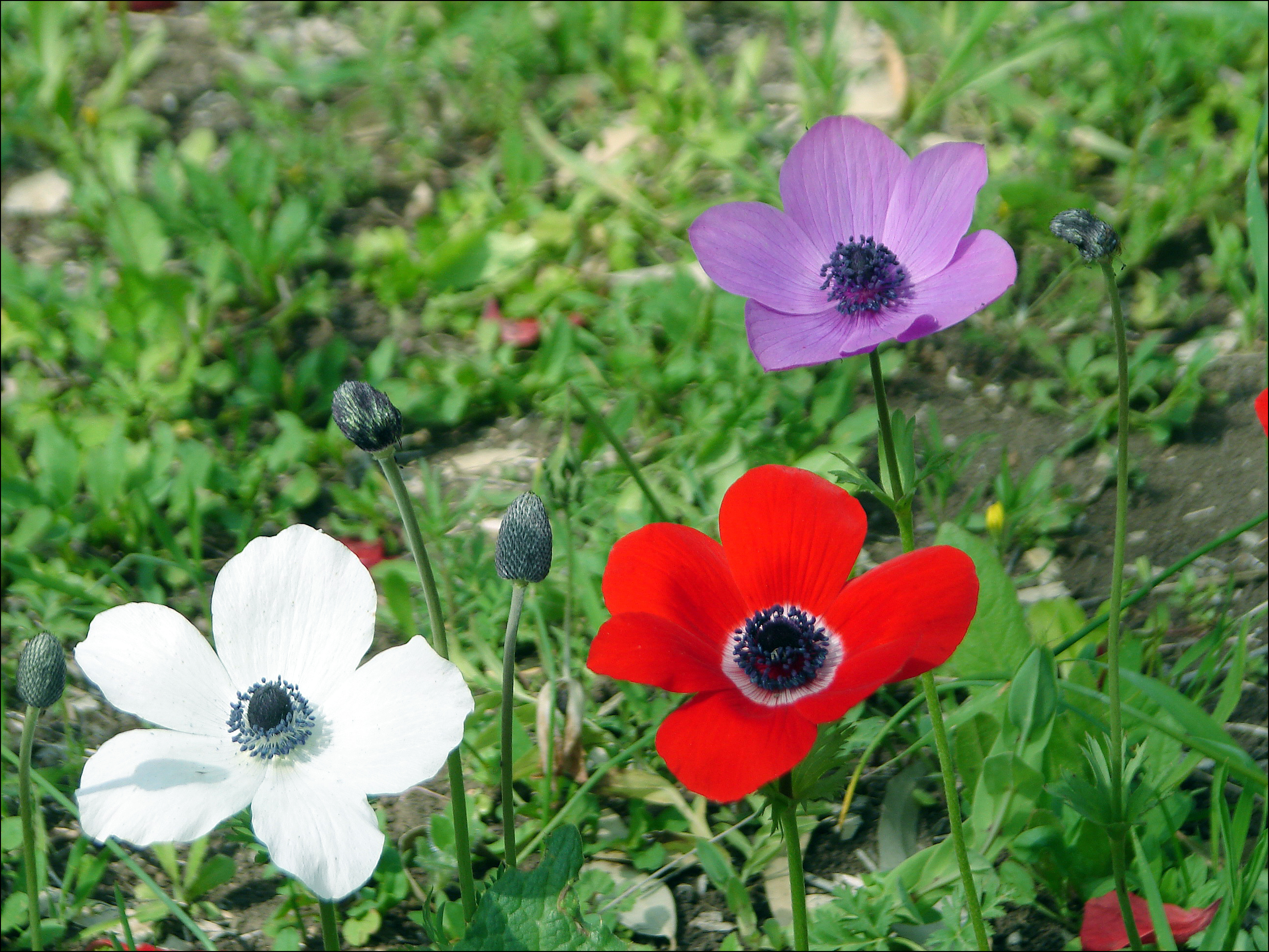
Anemone

У вересні 2007 року Цикламен (רקפת, точніше Цикламен перський) був обраний національною квіткою Ізраїлю, яку офіційно було представлено на виставці «Ми є один світ», що проводилась у Пекіні. Цикламен з невеликою перевагою обійшов Anemone coronaria (6509 голосів в порівнянні з 6053 голосами) на голосування що проводилось на популярному ізраїльському сайті Ynet Проте, в листопаді 2013 року Товариство охорони природи в Ізраїлі (החברה להגנת הטבע) і Ynet організували більше опитування, в якому перемогла Anemone coronaria після чого вона стала національною квіткою Ізраїлю (כלנית מצויה).

## Національне дерево— Маслина європейська

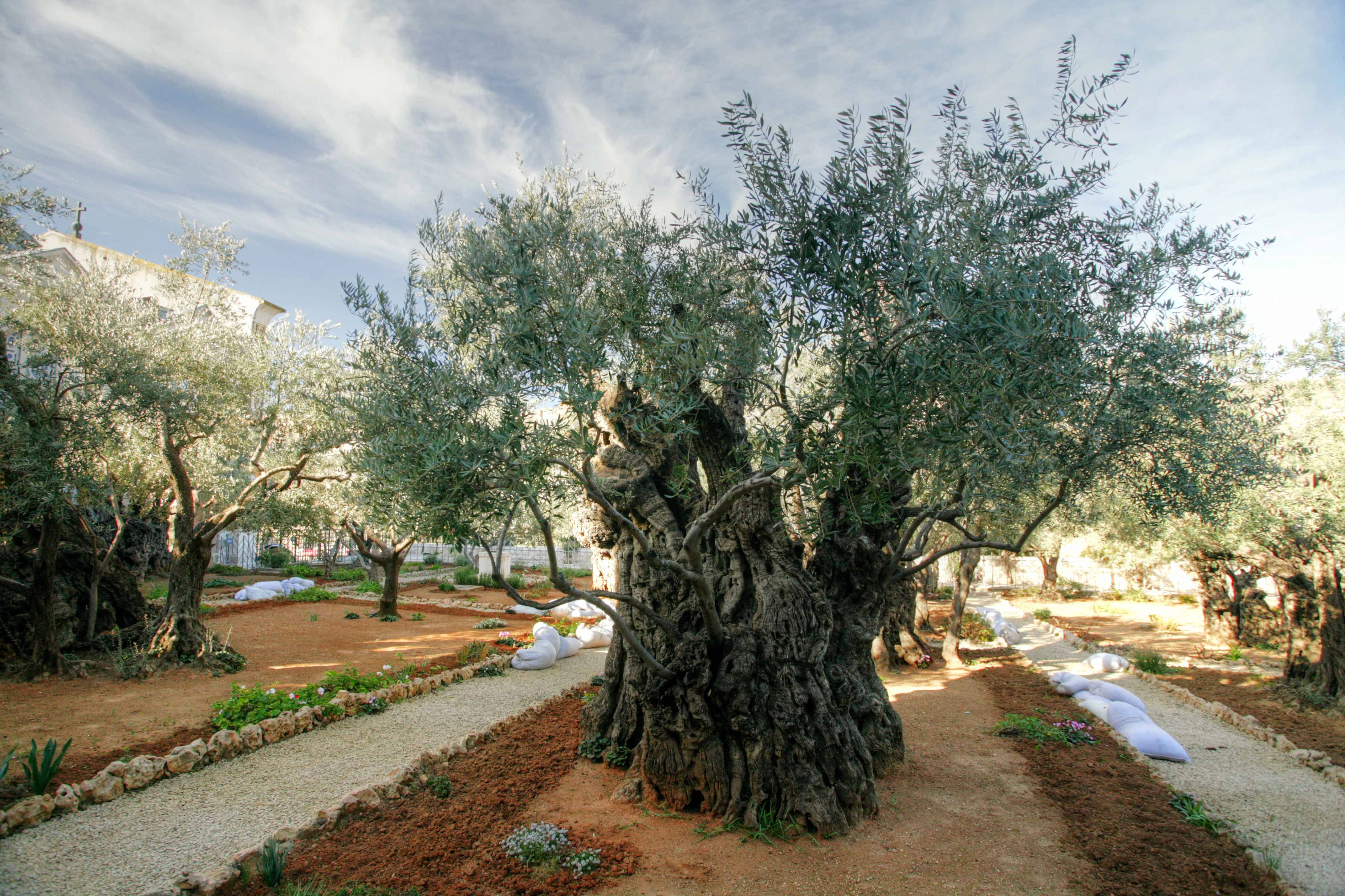
Маслина

В вересні 2007 Маслина європейська була обрана національним деревом Ізраїлю на виставці «Ми є один світ» що проводилась у Пекіні. Маслина це одна з Семи страв описаних у Біблії.
Маслина європейська виграла з великим відривом від Дуба каліпринського за результатами голосування на популярному сайті Ynet.

## Національна собака— Ханаанська собака

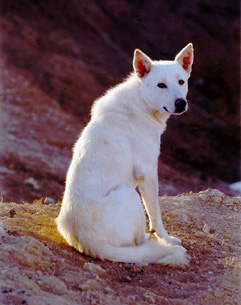
Ханаанська собака

Ханаанська собака це національна порода собак Ізраїлю. Канаанська собака відноситься до породи собак-парїв, підродина шпіців. Ханаанська собака дуже звична в регіоні Південний Левант, З Синаю до Сирії.
Порода була визнана Ізраїльською асоціацією господарів собак в 1963 році, а в 1966 вже як національна порода собак Ізраїлю Міжнародною Кінологічною Федерацією.